# Bergonne
Bergonne is een gemeente in het Franse departement Puy-de-Dôme (regio Auvergne-Rhône-Alpes) en telt 373 inwoners (2004). De plaats maakt deel uit van het arrondissement Issoire.

## Geografie
De oppervlakte van Bergonne bedraagt 5,7 km², de bevolkingsdichtheid is 65,4 inwoners per km².
De onderstaande kaart toont de ligging van Bergonne met de belangrijkste infrastructuur en aangrenzende gemeenten.

## Demografie
Onderstaande figuur toont het verloop van het inwonertal (bron: INSEE-tellingen).